# Stella Waitzkin
Stella Waitzkin (* als Stella Rosenblatt 17. November 1920 in New York City; † 19. Oktober 2003 in New York City) war eine amerikanische bildende Künstlerin und Malerin.

## Leben
Waitzkin wurde 1920 als Tochter der österreichischen Einwanderer Sadie und Isidor Rosenblatt in Brooklyn, New York City geboren und wuchs dort zusammen mit Schwester und Bruder auf. Ihr Vater war Inhaber des profitablen Beleuchtungsunternehmens „Globe Lighting“ und ermöglichte seinen Kindern eine privilegierte Erziehung. Stella galt als rebellisches Kind und lehnte die religiösen und sozialen Werte ihrer Eltern ab. Sie besuchte 1937 das Salem College in Winston-Salem, 1938 die Alfred University in Alfred, New York und studierte bei Bill Hickey Method Acting. 1942 heiratete sie Abe Waitzkin, einen leitenden Angestellten in der Beleuchtungsfirma ihres Vaters. Sie selbst arbeitete zu dieser Zeit als Telefonistin in der väterlichen Firma. Das Paar bekam zwei Söhne, Fred und Billy. Sie lebten zunächst in Cambridge, Massachusetts, danach in Great Neck auf Long Island. 1955 besuchte sie die Hans Hofmann School of Fine Arts in New York. Sie studierte bei den abstrakten Expressionisten Hans Hofmann Malerei und bei Willem de Kooning Aktzeichnen sowie bei dem Kunsthistoriker Meyer Schapiro. 1959, als Fred 16 und Billy 12 Jahre alt war, wurde die Ehe geschieden. Waitzkin zog zunächst nach Riverdale und dann, nachdem Fred die High School abgeschlossen hatte, in die 27 West 9th Street in Greenwich Village.
Sie entwickelte sich in den 1960er Jahren zu einer aktiven Figur in der örtlichen Kunstszene und hatte eine Liebesbeziehung mit dem Jazztrompeter Tony Fruscella. 1969 bezog sie das Zimmer 403 im Chelsea Hotel, wo sie auch künstlerisch arbeitete. Ihr Appartement und Atelier wurde zu einem Treffpunkt für Künstler, Jazzmusiker und Dichter wie Allen Ginsberg, Gregory Corso und andere gleichgesinnte abstrakte Expressionisten. Mit ihrem Sohn, dem Schriftsteller Fred Waitzkin, besuchte Stella Waitzkin 1958 erstmals Martha’s Vineyard und verbrachte dort ab den 1980er Jahren jedes Jahr einige Monate in einem Cottage in Chilmark. 1990 kaufte sie ein Haus in der Music Street in West Tisbury und lebte und arbeitete bis zu ihrem Tod zunehmend auf der Insel. Sie galt als exzentrisch und freundlich, malte und arbeitete aber nur in völliger Einsamkeit.
Von 1974 bis 1985 hatte sie unter anderem Stipendienaufenthalte in der Künstlerkolonie Yaddo, auf Ossabaw Island, der Millay Colony for the Arts, dem Virginia Center for Creative Arts, dem Blue Mountain Center, dem Rutgers Center for Innovative Paper and Print (heute das Brodsky Center an der Pennsylvania Academy of the Fine Arts in Philadelphia) und erhielt neun MacDowell-Stipendien für den Aufenthalt in der Künstlerkolonie in Peterborough. 1995 wurde sie mit dem „Lee Krasner Award for Lifetime Achievement“ der Pollock-Krasner Foundation ausgezeichnet. Sie war Mitglied der „Women Artists in Revolution“ (WAR) und in den 1970er Jahren Mitglied der „Art Worker’s Coalition“.
Fred Waitzkin und Charles Russell, emeritierter Professor für Englisch und Amerikanistik an der Rutgers University in Newark, gründeten mit Stella Waitzkins Einverständnis vor ihrem Tod den „Waitzkin Memorial Library Trust“. Waitzkin starb 2003 in New York City.
Der Schachspieler und Taijiquan-Sportler Joshua Waitzkin (* 1976) ist ihr Enkel.

## Werk

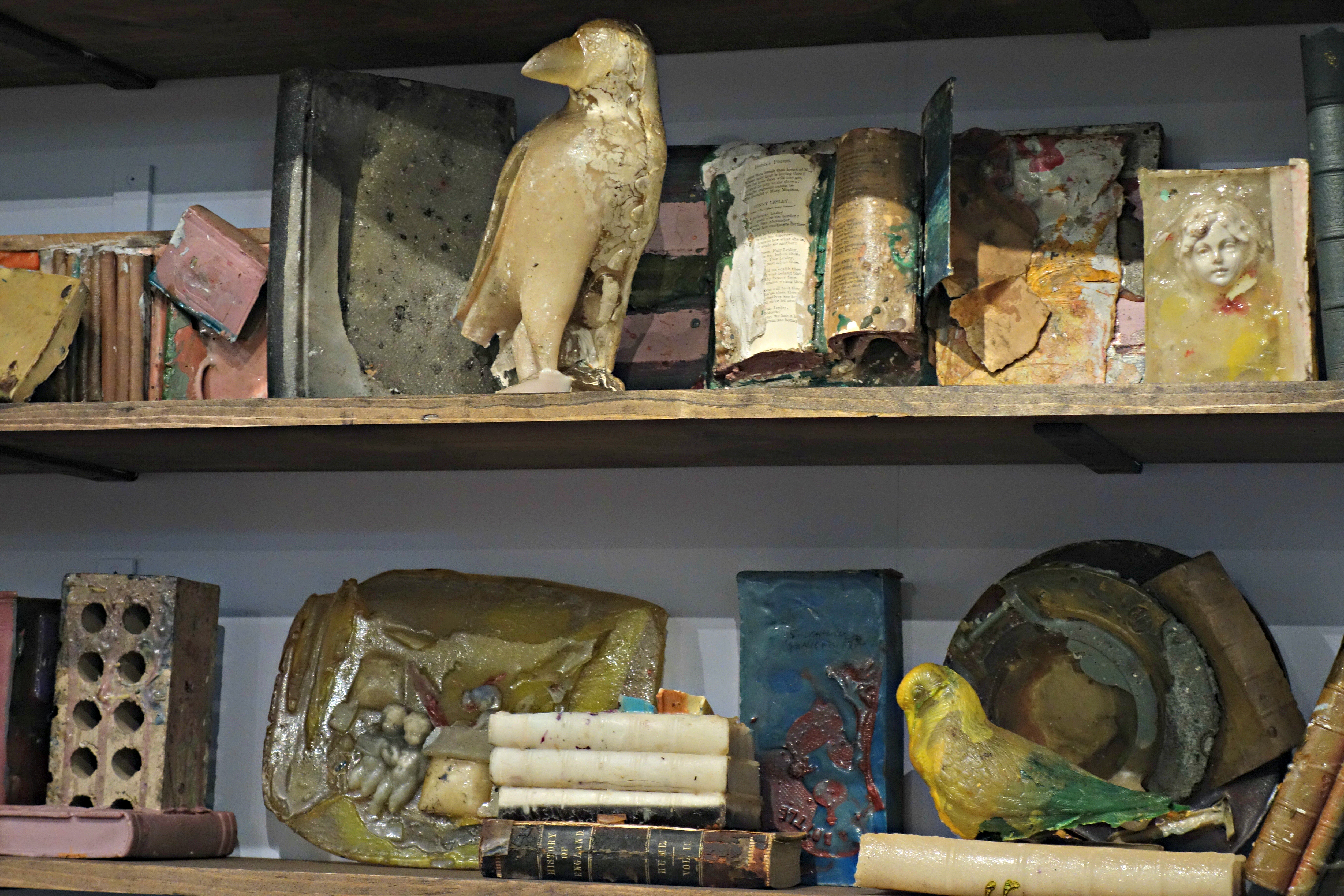
Gegossene Objekte von Stella Waitzin

Nach ihrem frühen Interesse an der Malerei beschäftigte sie sich mit Film und Performance-Kunst und widmete sich schließlich der Bildhauerei. Zunächst arbeitete sie mit geschmolzenen Glasflaschen, die sie bei hohen Temperaturen zu durchscheinenden Formen gerinnen ließ, entdeckte dann aber Polyesterharz, das zu ihrem Hauptmedium wurde. Ab 1973 beschäftigte sie sich mit der Erforschung des Buches als Skulptur und später der Bibliothek als Installation, während sie gleichzeitig weiter malte.
Sie verwendete alte, in Leder gebundene Bücher, um ihre Formen herzustellen, und tränkte das Gießharz mit leuchtenden Pigmenten, um farbenfrohe, durchscheinende oder leuchtende Objekte zu schaffen. Daraus entstanden ihre Bücher ohne Worte, Einzelobjekte und Elemente größerer Installationen, darunter freistehende Regale, kleine Bücherschränke oder ganze Bibliothekswände.
Neben den Büchern fertigte sie auch eine Reihe von Uhren, Vögeln, Früchten und menschlichen Gesichtern aus Kunstharz an, die sie häufig in ihre Bibliotheken integrierte. In ihrem Appartement/Atelier im Chelsea Hotel schuf sie über die Jahrzehnte eine wandfüllende Installation, „ein gespenstisch schönes Universum aus farbigen, steinähnlichen Büchern, die sie mit Gesichtern, Figuren und geisterhaften Kreaturen bevölkerte, die aus den Seiten und Einbänden ihrer Bücher aufzutauchen schienen“.
Je mehr Zeit sie auf Martha’s Vineyard verbrachte, desto mehr wurde ihr Werk von der Insellandschaft inspiriert und ihr Fokus verlagerte sich weg von den Büchern und hin zu Themen, die in ihrem Leben von größerer Bedeutung waren: Spuren aus ihrer Vergangenheit, Gesichter von Vorfahren, Vögel, Fische, Obst und Nutztiere, wie etwa eine Serie von Fischen.

## Vermächtnis
Eine dreiwandige Installation mit dem Titel Details of a Lost Library bildet die Umgebung von Waitzkins Lebensraum im Chelsea Hotel nach. Die Nachbildung umfasst das monumentale The Wreck of the UPS sowie seit 2016 mehr als hundert weitere großformatige Kunstwerke. Die Stücke wurden gereinigt, dokumentiert, konservatorisch behandelt und sind seit 2021 im Kohler Art Preserve des John Michael Kohler Arts Center dauerhaft ausgestellt.
Der Waitzkin Memorial Library Trust gab ihre Werke in über sechzig Museen, Kultureinrichtungen und Privatsammlungen. Kunstwerke Waitzkins befinden sich in der ständigen Sammlung der Corcoran Gallery of Art, des Museum of Modern Art, des Walker Art Center, des Smithsonian American Art Museum, der National Gallery of Art, des Detroit Institute of Arts, der Yale University Library und anderen, darunter das Chazen Museum in Madison, das Sheldon Museum of Art an der University of Nebraska-Lincoln, das Harry Ransom Humanities Research Center an der University of Texas at Austin, das Tweed Museum of Art an der University of Minnesota Duluth, das Brauer Museum of Art am Valparaiso University Center for the Arts, das Lyman Allyn Art Museum, das University of Maine Museum of Art, das Robert Hull Fleming Museum an der University of Vermont, die Smith College Libraries, das Tang Museum am Skidmore College, das University of Arizona Museum of Art, das Alverno College, das Gregg Museum of Art and Design, das Asheville Art Museum, das Davis Art Museum, das Wellesley College, das Delaware Art Museum, das Memphis Brooks Museum of Art, das Tucson Museum of Art und die Universitäten von Wisconsin-Eau Claire, Albany, New Mexico, Connecticut, North Carolina, Binghamton und Syracuse.

## Ausstellungen (Auswahl)
- 2023: Stella Waitzkin: These Books Are Paintings. Slag Gallery, Manhattan
- 2023: Good Object / Bad Object. Ackland Art Museum, University of North Carolina at Chapel Hill
- 2023: Stella Waitzkin: From the Chelsea Hotel. University Art Museum, California State University, Long Beach
- 2022: Pathfinders. South Bend Museum of Art, South Bend, Indiana
- 2020: Out of Place: A Feminist Look at the Collection. Elizabeth A. Sackler Center for Feminist Art, Brooklyn Museum
- 2020: Celebrating Women: Female Artists from the Permanent Collection. Springfield Museum of Art, Springfield
- 2020: Through Her Eyes: A Year of Female Artists at the Hunter. Hunter Museum of American Art, Chattanooga
- 2020: Objects to be Destroyed. Akron Art Museum, Akron
- 2019: Shit and Doom: NO!art. Cell Project Space, London
- 2019: Stella Waitzkin: Lost Library. John Michael Kohler Arts Center, Sheboygan, Wisconsin
- 2019: National Gallery of Art, Washington
- 2019: Exactly! Artists NO!art. Janco-Dada Museum, En Hod, Israel
- 2018: Preschool Perspectives: Crossing the Threshold. John Michael Kohler Arts Center, Sheboygan, Wisconsin
- 2017: [dis]functional: Products of Conceptual Design. Scottsdale Museum of Contemporary Art, Scottsdale
- 2017: Volumes: Stella Waitzkin + Rita Barros. John Michael Kohler Arts Center, Sheboygan, Wisconsin
- 2017: Herzog August Bibliothek, Wolfenbüttel
- 2017: X, Y, Z: Art in Three Dimensions. University of Arizona Museum of Art, Tucson, Arizona
- 2015: Livin’ Large: Works from the 1980s. Tucson Museum of Art, Tucson
- 2014: Reflections from Another Life: Stella Waitzkin. A Gallery, Martha’s Vineyard[7]
- 2013: Delaware Art Museum, Wilmington
- 2011: Book-ish. San Jose Museum of Art, San Jose, Californien
- 2009: Selected Works. Martha’s Vineyard Museum, Edgartown
- 2008: American Masterpieces. John Michael Kohler Arts Center, Sheboygan, Wisconsin
- 2008: Form as Content: The Book as Object and Design. Cranbrook Art Museum, Bloomfield Hills
- 2007: Sublime Spaces and Visionary Worlds. John Michael Kohler Arts Center, Sheboygan, Wisconsin
- 2006: Luce Foundation Center for American Art des Smithsonian American Art Museums, Washington
- 2002: Designing the Future. Queens Museum, New York
- 1994–1996: Still Working: Underknown Artists of Age in America. (Wanderausstellung) Corcoran Gallery of Art Washington, Chicago Cultural Center; IBM Gallery New York, Virginia Beach Center for the Arts, Fisher Gallery der University of Southern California in Los Angeles, Portland Art Museum
- 1986: Jewish Themes/Contemporary American Artists II. Jewish Museum, New York
- 1985: Musée National d’Art Moderne, Centre Georges Pompidou, Paris
- 1983: Selected Work 1973–1983. Everson Museum of Art, Syracuse
- 1980: Artists’ Books. Walker Art Center, Minneapolis
- 1979: Book Forms. Dayton Art Institute, Dayton
- 1977: What is Feminist Art? Women’s Building, Los Angeles
- 1974: Contemporary American Sculpture. Virginia Museum of Fine Arts, Richmond
- 1972: American Woman Artist Show. GEDOK, Kunsthaus Hamburg[3][9][10]

## Veröffentlichungen (Auswahl)
- Fred Waitzkin: The Last Marlin. Viking Adult 2000, ISBN 978-0-670-88261-8.
- Stella Waitzkin – Lost Library. In: Leslie Umberger, Erika Lee Doss, Erika Doss, John Michael Kohler Arts Center: Sublime Spaces and Visionary Worlds - Built Environments of Vernacular Artists. Princeton Architectural Press 2007, ISBN 978-1-56898-728-6, S. 303–318